# Synidotea magnifica
Synidotea magnifica is een pissebed uit de familie Idoteidae. De wetenschappelijke naam van de soort is voor het eerst geldig gepubliceerd in 1959 door Robert J. Menzies & Keppel Harcourt Barnard.